# Presa de San Andrés
Presa de San Andrés är en ort i Mexiko.   Den ligger i kommunen Valle de Santiago och delstaten Guanajuato, i den centrala delen av landet, 250 km väster om huvudstaden Mexico City. Presa de San Andrés ligger 1 764 meter över havet och antalet invånare är 478.
Terrängen runt Presa de San Andrés är kuperad åt sydost, men åt nordväst är den platt. Runt Presa de San Andrés är det ganska tätbefolkat, med 166 invånare per kvadratkilometer. Närmaste större samhälle är Valle de Santiago, 8,9 km öster om Presa de San Andrés. Omgivningarna runt Presa de San Andrés är en mosaik av jordbruksmark och naturlig växtlighet.